# Inácio Weingärtner

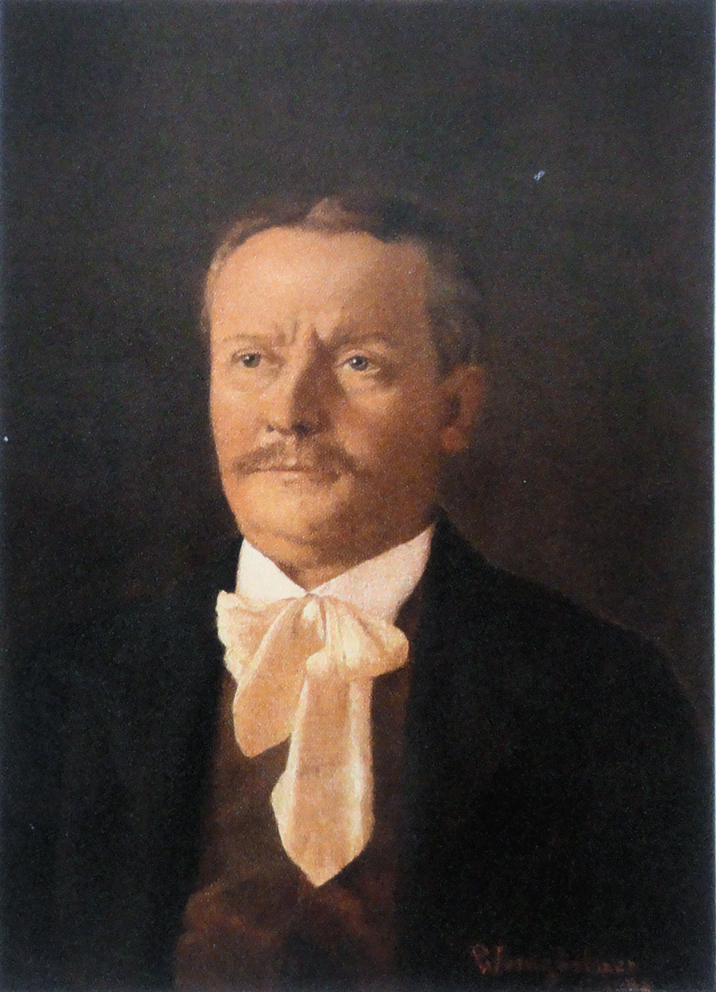
Retrato de Inácio Weingärtner júnior, por seu irmão Pedro.

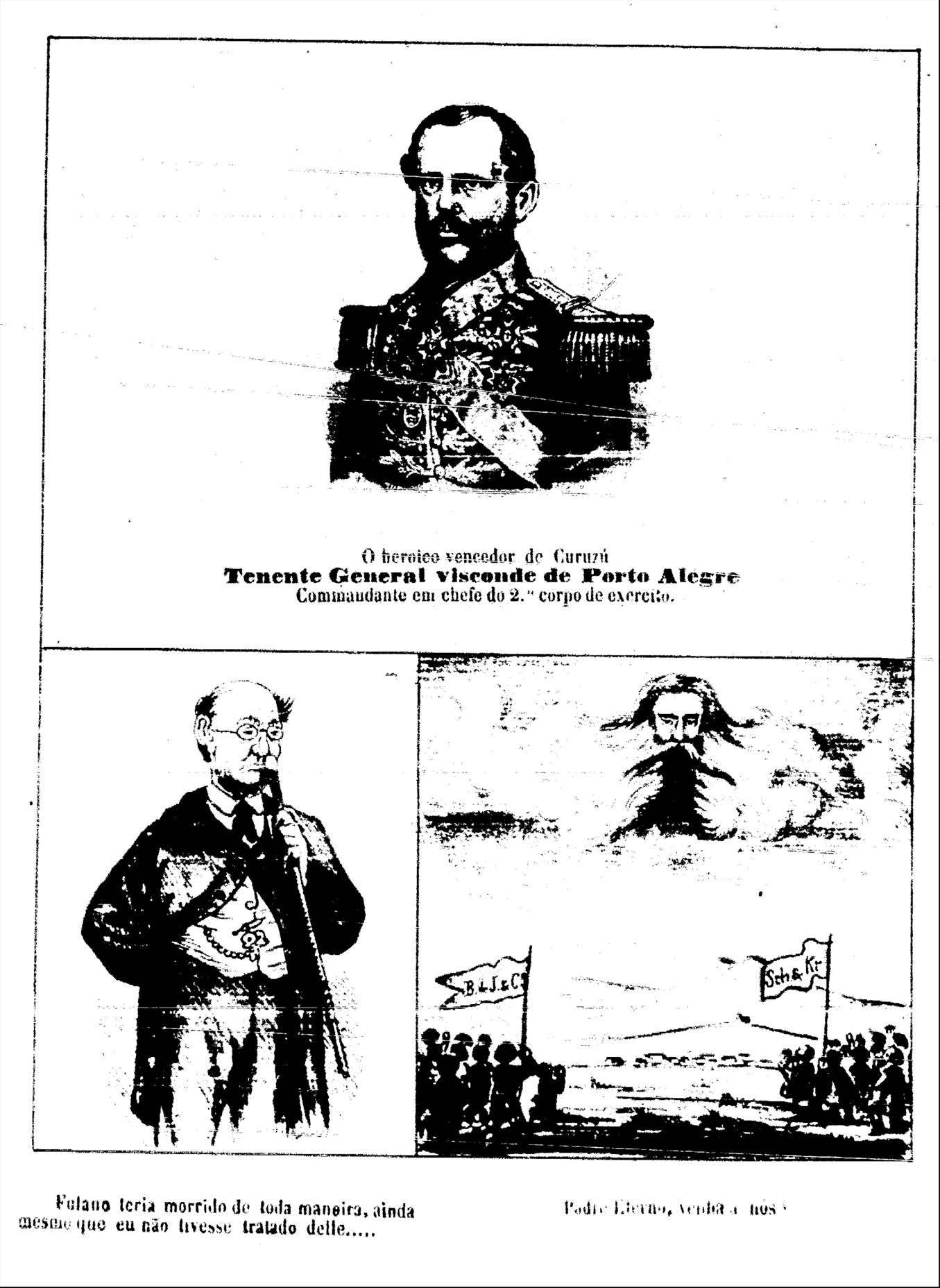
Fac-símile de uma página de A Sentinela do Sul com um retrato e caricaturas.

Inácio Weingärtner (Porto Alegre, 14 de maio de 1845 – Porto Alegre, 3 de maio de 1908) foi um caricaturista, ilustrador e litógrafo brasileiro.
Era filho dos imigrantes alemães Inácio Weingärtner e Angélica Schäfer. Seu pai apreciava a arte e desenhava amadoristicamente, transmitindo seu gosto para seus cinco filhos e duas filhas. Seu irmão Pedro Weingärtner foi um destacado pintor. Inácio júnior foi aluno do pintor e decorador Hermann Traub, a quem depois serviria como auxiliar. Interessando-se principalmente pelo desenho e as artes gráficas, foi admitido como aprendiz na gráfica Litografia Imperial, de Emílio Wiedmann, onde aprendeu a técnica da litografia, especialmente do seu colega, o exímio gravador Augusto Lanzac von Chanac, que nesta época era o chefe da equipe.
Em 1867 Chanac deixou a empresa e Weingärtner assumiu seu lugar na chefia. No mesmo ano foi lançado o periódico A Sentinela do Sul, o primeiro jornal ilustrado do sul, cuja tipografia e impressão era feita pela gráfica de Wiedmann. Weingärtner foi encarregado dos retratos e caricaturas, sendo o pioneiro nesta área no estado e revelando possuir um sensível talento para o humor.
Em 1870 abriu uma gráfica própria em sociedade com Luiz Wiedmann, filho de Emílio, mas o negócio durou menos de dois anos. Então Weingärtner decidiu aperfeiçoar seus conhecimentos no Rio de Janeiro, mas pouco depois Joaquim Alves Leite lhe ofereceu a possibilidade de reativar a gráfica, colocando-o como sócio e chefe das oficinas. Depois de algumas mudanças na sociedade, Weingärtner adquiriu o controle completo da empresa, passando a chamar-se Litografia Weingärtner e projetar-se na capital e no estado, oferecendo a impressão de retratos, cenas, mapas, diplomas, rótulos de embalagem, selos, cartas de títulos e ações, anúncios, partituras musicais e outros itens. Permaneceu não apenas na chefia das operações, mas também ocupava-se pessoalmente do desenho de muitas placas de gravação. Como ilustrador colaborou com os jornais O Mercantil, A Reforma, Jornal do Comércio, Correio do Povo e outros.
Deixou grande obra em folhas avulsas, tiragens, coleções e periódicos, que cobrem uma gama de imagens variadas, onde, segundo Athos Damasceno, "jamais perdeu o desembaraço do risco, o equilíbrio dos volumes, a precisão dos efeitos. [...] Sua obra se impõe, sobretudo, por sua qualidade". Seus retratos litografados são considerados por Damasceno o melhor de sua produção, especialidade na qual "nenhum artista seu contemporâneo o excedeu entre nós". Sua empresa tornou-se uma das mais reputadas no estado e deu formação a uma quantidade de outros gravadores habilidosos, além de ter contribuído para educar o gosto e ampliar o mercado artístico da capital. É de Weingärtner o risco da fachada do hospital da Beneficência Portuguesa.